# Dominum et Vivificantem
Dominum et Vivificantem (Latijn voor Die Heer is en het leven geeft) is de vijfde encycliek van paus Johannes Paulus II gepubliceerd op 30 mei 1986.
Deze encycliek completeerde de trilogie van Johannes Paulus II over de Heilige Drie-eenheid. Het is de Heilige Geest, schreef de paus, die de mens het verschil doet zien tussen het goede en het kwade. De Heilige Geest inspireert ons om Gods vergeving te verkrijgen voor onze zonden. Nalatigheid om hierop te reageren is een "zonde tegen de Heilige Geest". Het is de taak van de Kerk om de wereld bewust te maken van de roep van de Heilige Geest.
Het derde deel van een trilogie over de Heilige Drie-eenheid : Redemptor Hominis (1979, over Christus) werd gevolgd door Dives in Misericordiae (1980, over de vergevende liefde van God de Vader).